# Бакумацу период
Бакумацу (幕末 bakumatsu, "Касни период Токугава шогуната" или буквални превод "пад завесе") односи се на последње године Едо периода када се завршила владавина Токугава шогуната. Започет је падом изолационе политике, сакоку прешавши из феудализма до модерне владавине меиџи владе са чијом се успоставом овај период завршава. Бакумацу период је период побуне против владе а главна идеолошко-политичка подела збила се између империјалиста (Ишин шишија) и људи верни шогунату. Иако су ове две стране биле најочигледније у сукобима, Бакумацу период је део комплексније историје која обухвата утицаје странаца, тозама даијоа, традиције, модернизма, класа, политике и др.

## Инострана неслагања
Иако под изолацијом, током 19. века постојао је све већи притисак за отварање јапанских граница због учесталог китолова и повећање трговине запада са Кином, тада још под владавином династије Ћинг. Странци су се отварањем надали да ће Јапан постати база за допуну намирница али и сигурна лука у случају бродолома што је довело до више покушаја насилног уласка а један од истакнутијих био је изненадни захтев британске фрегате „HMS Phaeton“ за допуну намирница 1808. које су шокирали многе у Јапану. Због таквих случајева донета је одлука (1825. године) за одбијање страних бродова силом са обала названа „Икокусеб мунинен учихараиреи“ (異国船無二念打払令) која је уједно дозвољавала убиство и хапшење сваког странца који се нађе на обали Јапана. Овај закон остало је на снази све до 1842. године.
У међувремену јапански учењаци су већ неко време у својој изолованости проучавали западне науке познате и као рангаку ("Холандске студије") како би барем мало могли да иду у корак са западним достигнућима. Мада је Јапан био тада затворена земља, трговина са Холандијом је и даље постојала али и тајне испоруке коју су практиковали неки тозама даимјои попут Сацуме који су преко Рјукју острва набављали ватрено оружје и лаку артиљерију.  Како би могли да користе овакво оружје области Сацума, Чошу и Сага неретко су слали своје људе у Нагасаки где је био главни центар међудржавне размене. 
Након Морисон инцидента који прати брод „Морисон“ под капетанском палицом Чарса Кинга 1837. године, Егава Хидетацу је 1837. постављен на позицију одговорног за одбрану обала Еда. Након што је Британија победила Кину 1840. године у Опијумском рату, Јапанци су схватили да традиционални начини борбе неће бити довољни ако дође до рата са западним земљама. Као превентива учењаци су почели да проучавају западно оружје и да производе своје верзије истих од којих је најпознатији био рад Такашиме Шушана који се овим пројектом бавио под наредбом Токугаве.
Настала је велика дебата како избећи страну доминацију у Јапану а Егава је као један од челиних људи предлагао употребу западне технологије за одбијање странаца. Насупрот њему Тори Јозо је сматрао да само традиционалним јапанским методама странци могу бити одбијени од даљег доласка у државу што је на крају поделило већину људи који су се залагали за и против те методе. Неко компромисно мишљење потекло је од Сакума Шозан који је рекао „Западно знање-источна моралност“ сматрајући да контролисање странаца (варвара) може само доћи коришћењем њихових метода и технологије.
Међутим након 1839. традиционалисти су почели да превагњују. Студенти западних наука оптуживани су за издају (Банша но гоку), стављени под кућни притвор а у неким случајевима били приморани да изврше ритуално самоубиство (Ватанабе Казан, Такано Чоеи). Неки од њих били су убијени на улици попут Сакума Шозан а све то престаје након коначних сукоба у Бошин рату и промене јавног виђења на западне студије касније и у иностранству.

## Адмирал Пери (1853–54)
Када су се црни бродови Метју Перија појавили у близини Еда у јулу 1853. јапанска влада је упала у панику. Метју Пери је отворено говорио о употреби силе у отварању граница и у случају пропадања преговора, нападу своје флоте на престоницу. Јавно је демострирао моћ нових модерних ратних бродова испаљујући плотуне по обали а влади је дао две беле заставе напомињујући им да их истакну ако буду желели престанак бомбардовања и предају.  Након што је предао писмо америчког председника јапанској влади Метју Пери одлази са обећањем да ће по одговор доћи у року од годину дана.
Због ових догађаја почела је изградња разних утврђења али и пламених пећи у којој су се изливли топови потребни за одбрану Еда од потенцијалних освајача. Увидећи моћ бродова и модерне технологије влада се окреће рангаку студентима за помоћ који користећи холандске уџбенике граде брод Шохеи мару.
Америчка флота се враћа у Јапан 1854. године и то раније него што је обећано са дупло већом флотом. Због болести шогуна главни саветник (роџу) Абе Масахиро одабран је да буде главни преговарач са Американцима који, прошавши све опције, ипак изабрао да потпише споразум и отвори границе за трговину. Абе је пре тога тражио мишљење од даимјоа добијајући најразличитије одговоре од одласка у рат до мирне предаје а с обзиром да са царом (који је би за то да се истерају странци) није добио јасан консензус одлучио је да се окрене мирном потписивању али и војној припреми „за сваки случај“. Када је у марту 1854. коначно потписан Споразум из Канагаве договорено је да се отворе луке Шимода и Хакодате успут испуњавајући још 11 тачака што је повукло сличне уговоре и са другим државама попут Русије и Британије.

### Политички проблеми и модернизација
Штета причињена шогунату била је огромна. Дебата коју је подстакао Масахиро у циљу разрешења страначког проблема показала се као слабост бакуфуа и постала је део јавне критике.
Две његове одлуке најавиле су крај Токугава режима. Он је најпре затражио мишљење свих даимјоа, укључујући и оне најдаље, тозама, о томе како одговорити на захтев Америке што је запрепастило фудаи даимјое који су били директнији вазали шогуната. Тиме се шогунат одрекао своје привилегије да одлуку о спољној политици донесе унилатерално а подстицањем обласних господара да се сами побрину за обезбеђивање обале, умањио је право шогуната да ограничи њихову војну моћ. Окончавањем самоизолације и унапређивањем војне технологије шогунат је изгубио способност очувања власти на целој територији, што је, на крају, уместо да ојача само довело до пада Токугава режима.
Током Ансеи реформе (1854–1856), Абе је покушао да ојача шогунат наручујући од Холанђана ратни брод за очување територијалног интегритета земље. Као одговор Холађани шаљу 1855. године Канко мару, који је касније коришћен за подучавање полазника Морнаричке школе у Нагасакију, а након тога добијају и први брод по наруџбини Канрин мару који ће користити за прву посету САД. Некада широко критикована и називана издајничком, "рангаку" студије се враћају на велика врата и учењаци директно помажу влади у односима истока-запада.
Противници Абеа повећали су се у оквирима фудаи круга који су се директно противили учешћу тозама даијоа па је Абе 1855. замењен другим саветником по имену Хота Масајоши (1810.–1864). Са друге стране, на челу дисидентске фракције био је Токугава Нариаки, који је дуго важио за милтантног лојалисту царског двора, прихватио је анти-страначке идеје у стављен на чело националне одбране 1854. године. Област Мито која је гајила своју школу базирану на нео-конфучијанизму и Шинто принципима имала је за циљ рестаурацију царске владавине што је тада значило комплетно окретање леђа западу.

### Земљотреси и природне катастрофе
Осим политичких превирања овај период је обележен и многим природним катастрофама који су утицали на целокупно становништво Јапана. Земљу су погодили велики земљотреси Ансеи периода који су обухватали Токаи земљотрес децембра 1854, Нанкаи (који је уследио дан после њега) и Едо, новембра 1855. Као последице земљотреса обале запљускује велики цунами од кога су највише погођена обала Шимоде и полуострво Изу. Пошто је у Шимоди био смештен амерички конзулат многи су ову непогоду протумачили као вољу богова.

## Харисов споразум (1858)
Након устоличења Тоунсенд Хариса као америчког конзула 1856. и две године преговарања, Харисов споразум је коначно потписан 1858. и ступљен на снагу средином 1859. године. Током дипломатских разговора Харис је у великом броју истицао чињеницу да Француска и Велика Британија у том тренутку у Другом опијумском рату (1856–1860) над Кином извршавају агресивни колонијализам, указивајући да ове две земље неће оклевати да нападну и Јапан. Као мирну алтернативу наводио потписивање споразума са САД али будући да је овај споразум био једностран, није могао да спречи побуну самих житеља Јапана.
Најважније тачке споразума су:
- Размена дипломата.
- Луке Едо, Кобе, Нагасаки, Нигата, и Јокохама биће отворене за страну трговину.
- Амерички грађани ће моћи да живе и раде у овим местима (трговина опијумом је забрањена).
- Донет је систем екстратериторијлности за стране грађане за које ће важити закони свог конзулата а не јапанског правног система.
- Донете су фиксне увозне-извозне дажбине у складу са међународном контролом.
- Даје се могућност Јапану да купи америчко оружје и бродове (три америчка парна брода су достављена Јапану до 1862. године).

Јапан је био приморан да прихвати овакве услове и према другим државама па су за овим споразумом дошли и слични називајући их удружено „Ансеи споразуми са пет нација“. Јапан је после Америке (29. јул 1958) врло брзо потписао сличне уговоре са Холандијом (18. август), Русијом (19. август), Британијом (26. август) и Француском (9. октобар). Након ступања споразума на снагу на тлу Јапана се граде и отварају трговински простори.

## Кризе и конфликти

### Политичка криза
Хота Масајоши је изгубио подршку кључних даимјоа, па када се Токугава Нариаки успротивио новом споразуму, Хота је затражио казну од цара. Судски званичници, имајући у виду слабост „бакуфуа“, одбијају Хотин захтев што је резултирало његовом оставком на државну позицију. Овај догађај по први пут након много година бацило је акценат на Кјото и цара који почиње да се поново уплиће у политику. Убрзо шогун као главно владајуће тело умире и не оставља наследника иза себе. Нариаки упада са идејом да власт као следећег шогуна подржи његовог сина Токугава Јошинобуа (тада Кеикиа), што су подржали шинпан али и тозама даимјои. Међутим јачи „фудаи“ даимјои успели су да успоставе своју вољу постављајући на чело своје франкције Ии Наосукеа, потписујући уговоре из ере Ансеи са пет држава, и хапшући Нариакија и Јошинобуа као и свих „Соно џои“ интелектуалаца који су противили иностраним уговорима и планирали обарање власти. Ово склањање опозиционих фигура у историји се назива Ансеи чистка.

### Напад на странце и њихове симпатизере
Од 1859. луке Нагасакија, Хакодатеа и Јокохаме постале су отворене за страну трговину посредством потписаних споразума. Странци су дошли у Јокохаму и Канагаву у великом броју, истицајући се изгледом и понашањем међу самурајима. Није прошло превише времена а већ су се појавиле прве несугласице и улично насиље будући да су самураји за појасом увек држали мачеве. Остало је забележено да је 26. августа 1859. исечен и јавно убијен руски морнар на улицама Јокохаме. Ране 1860, исто се десило и двојици холандских капетана али и Кинезима, као и страним слугама.
Јапански премијер Ии Наосуке, који је потписао Харисов споразум покушао је да елиминише опозицију тако што је спровео Ансеи чистку, али су га временом његове политичке одлуке довеле до атентата у марту 1860. када је убијен у тз. Сакурадамон инциденту. Насиље се и даље наставњало па је тако слуга француског министра такође нападнут исте године док је 14. јануара 1861, Хенри Хеускен, секретар америчке мисије нападнут и убијен.Нешто касније, 5. јула 1861, група самураја напала је британско посланство и двоје људи је погинуло. Током тог периода скоро сваког месеца је умирао барем по један странац а када се десио тз.Намамуги инцидент где је убијен трговац Ричардсон (септембар 1862) стране нације су решиле да предузму нешто у вези тога. У мају 1863. америчко посланство у Еду је запаљено.

### Економска и друштвена криза
| Јапанска инострана трговина (1860–1865, у мексичким пезосима) |              |            |
|                                                               | 1860         | 1865       |
| Извоз                                                         | 4,7 милиона  | 17 милиона |
| Увоз                                                          | 1,66 милиона | 15 милиона |

Отварање Јапана и неконтролисана трговина донели су економску нестабилност. Иако су неки предузетници просперирали, доста њих је отишло у банкрот. Незапосленост је цветала исто као и инфлација. Велика глад повећала је драстично цену хране а ситуација је још додатно ескалирала појавом странаца, културолошких разлика и нетрпељивости.
Јапански монетарни систем базиван на Токугава кованицама такође је пропао. Раније јапански курс новца износио је између злата и сребра 1:5 док су међународне стопе износиле 1:15. То је довело до масовне куповине злата од стране странаца што је условило власт да девалвира своју валуту. Постојао је велики одлив злата из Јапана, будући да су странци по доласку одмах пожуривали да размене своје сребро за сребрне јапанске кованице како би их поново заменили за злато добијајући профит од 200% у трансакцији. Само 1860. око 4 милиона рјо-а напустило је Јапан, што у количини износи око 70 тона злата. Ово је уништило јапански стандардни систем плаћања и приморало да се врате на „тежински“ систем базиран на међународном курсу. Као меру за стабилизацију Бакуфу смањује своје кованице за две трећине мањи облик тако да би могао да парира страним златницима/сребрњацима у размени и куповини.
Додатан проблем Јапану настао је доласком колере који су странци довели у земљу што ће довести до огромних губитака у људству јер је од те болести умрло преко 100.000 људи.
Осим тога, шездесетих година 19. века десило се неколико побуна сељака (hyakushō ikki) а у исто време појављује се и покрети „Јонаоши ики“ ("обновимо свет") и Е ђа наи ка ("Зашто да не?").
Бакуфу је послао више групе људи у свет у циљу сазнања више о западној култури, у покушају ревизирању једностраних уговора и да одуговлаче што је више могуће са отварањем лука ка свету.
Прва мисија за САД послата је 1860. а за Европу 1862. године.

### Царско подржавање "Соно џои" покрета (1863)
Ратоборна опозиција западног утицаја постаје насилна након што цар Комеи, прекидајући више деценијску пасивност, почиње поново да се укључује у политику отворено пружајући симпатије према „Соно џои“ покрету.
Мори клан области Чошу, под вођством Мори Такачике, прихватила је царску вољу и почела да се бави истеривањем свих странаца до задатог рока (10. маја по лунарном календару) иако се тиме супростављала вољи шогуната. Такачика је игнорисао мишљење бакуфуа и наредио својим војним снагама да пуцају на стране бродове без упозорења што се и десило у мореузу Шимоносеки.
Под притиском од стране цара, шогун је био присиљен да изда декларацију којом обећава крај односа са странцима. Наређење је прослеђено страним посланствима 24. јуна 1863. од стране Џушо но Камија из Огасаваре:
"По наређењу владе, добијеног из Кјота, луке ће бити затворене и странци истерани зато што народ ове земље не жели да има икаквог контакта са страним државама."— Посланик Огасаваре Џушо но Ками, 24. јун 1853. цитиран у „Дипломата у Јапану“, Ернест Сато. стр. 75
Потпуковник Нил, шеф Британског посланства на ову одлуку одговорио је крајње строго наглашавајући да овакав потез може значити објаву рата:
"Ова одлука је објава рата Јапана против свих сила са којом је потписала мировни споразум чије ће последице, ако не дође до хапшења одговорних, морати да истрпе."— Едвард Нил, 24. јун, 1863. цитиран у „Дипломата у Јапану“, Ернест Сато. стр. 77
У децембру 1863. бакуфу шаље другу мисију за Европу како би издејствовали поновно затварање спољне трговине, првенствено затварањем луке у Јохохами али не успевају будући да Европа није видела корист у таквим одлукама.

## Војна интервенција против „Соно џои“ покрета (1863.–1865)
Амерички утицај који је био највећи у Јапану уступио је место другим државама будући да је тамо избио Амерички грађански рат (1861–1865) који је повукао све америчке ресурсе са ових простора. Утицај Американаца замениће Британци, Холанђани и Французи који повлачење САД користе да би развили трговину и политички утицај у земљи.
Два главна округа који су се побунили против бакуфуа биле су феудалне области Сацума и Чошу (данашња префектура Кагошима и Јамагучи) које су предводиле покрет отпора са тада двоје најснажнијих тозама даимјоа на челу војске. Иако су у почетку биле на различитим странама Саиго Такамори и Окубо Тошимичи из Сацуме врло брзо су се ујединили са Кацуром Когором из Чошуа ради испуњавања заједничких циљева. Будући да су ови окрузи били умешани у убиство Ричардсона и осталих странаца као и на напад на стране бродове у Шимоносекију, стране земље увидели су немогућност да се шогунат обрачуна са Џои побуњеницима па су решили да сами, на нападе, одговоре директном војном интервенцијом.

### Америчка интервенција (јул 1863)
У јутарњим сатима, 16. јула 1868. под одобрењем министра Пруна, америчка фрегата „USS Wyoming“ под вођством капетана Мекдугла, као одговор на напад на брод „Pembroke“, упловила је у мореуз и поразила слабо организовану побуњеничку флоту која се састојала од бродова америчке производње. За скоро два сата, пре повлачења, Мекдугал је потопио један брод и знатно уништио два са око 40 јапанских људских жртава. За то време брод „USS Wyoming“ претрпео је нешто мању штету али је у борби четрнаесторо људи било рањено или погинуло.

### Француска интервенција (август 1863)
Две недеље након Мекдугаловог сукоба два француска брода „Tancrède“ и „Dupleix“ са посадом од 250 људи и под вођством капетана Benjamin Jaurès упловили су у Шимоносеки и уништили мали град заједно са утврђеном непријатељском артиљеријом која се налазила на обалама насеља. Иако је влада Француске критиковала своје представнике због овог напада не желећи да ризикује сукоб са Јапаном, влада Шогуната је похвалила страну интервенцију против побуњеника актуелне власти.

### Британско бомбардовање Кагошиме (август 1863)
У августу 1863. због Намамуги инцидента и убиства енглеског трговца Ричардсона бомбардован је град Кагошима где је унуштено неколико побуњеничких бродова. Област Сацума је у даљим преговорима морала да плати око 25.000 фунти и да казни убице Ричардсона али је успела да договори набавку парних бродова коју би Британија за одређену суму доставила округу. Овај конфликт је обележио почетак блиских односа између области Сацуме и Велике Британије које ће постави главни савезници у предстојећем Бошин рату. Од самог старта Сацума је као округ подржавала отварање и модернизацију Јапана и иако су њени самураји били криви за Намамуги инцидент, вође округа су то приписивале радикалној Соно џои а не званичној политици Сацуме што је донекле убедило Британце да наставе сарадњу у трговинском смислу.

### Мито побуна
Датума 2. маја 1864. још једна побуна је кулминирала у земљи против владавине шогуна, такозвана Мито побуна која је настала у име „Соно џои“ политике како би избацили западне „варваре“ и повратили владавину цара. Шогунат је овог пута успео да организује контранапад и са својом војском насилно потисне побуну која се завршила предајом побуњеника 14. јануара 1865.

### Чошу побуна
Током Кинмон инцидента, 20. августа 1864. јединице из области Чошу покушале су да преузму контролу над градом Кјотом и њеном царском палатом како би пред царем устоличили Соно џои политику као главну у земљи. Овај покушај завршио се неуспехом па је Токугава шогунат као одмазду на овај догађај повео војску на Први поход на Чошу (長州征討).

### Савезничко бомбардовање Шимоносекија (септембар 1864)
Због Соно џои политике и напада на странце западне земље су планирале војну интервенцију против јапанске опозиције што су и одрадили бомбардовањем Шимоносекија. Напад се догодио у септембру 1864. у којој су учествовале уједињене снаге морнарице Британије, Холандије, Француске и САД против даимјоа Морија Тачакике и области Чошу са њеним главним градом Шимоносекијем.

### Конзервативна реафирмација
Након ових успеха против царског покрета у Јапану, шогунат је опет успео да ојача и наметне свој утицај до краја 1864. године. Званична, традиционална политика „санкин котаи“ је опет постављена вао важећа, а остаци побуна који су се водили у периоду 1863–64 заједно са преосталима из Ишин шиши организације брутално су потиснути из земље.
Стране војне интервенције уверили су Јапанце да насилно протеривање странаца није могуће и да јапанска војска таква каква је била тада није могла да парира модерној морнарици западних држава. Соно џои се показао као нереална политика и као таква врло брзо је изгубила подршку људи али је слабост Бакуфуа и даље била јасна терајући опозицију да се и даље придржавају у идеји свргавања феудализма и стварању јаче владе под једним царским ауторитетом.

## Сумрак бакуфуа

### Хјого експедиција (новембар 1865)
Због интервенције против побуњеника актуелне власти, стране земље су затражиле од шогуната да због војне акције у Шимоносекију плате трошкове у износу од 3.000.000 долара што влада Јапана није била у могућности. Како би изашла у сусрет стране владе нуде да смање износ у замену за ратификацију Харисовог споразума од стране самог цара који би дозволио снижавање царинских стопа на једнообразних 5% али и отварање нових лука Хјого (данашњи Кобе и Осака) за инострану трговину. У циљу јачег притиска на ове захтеве ескадрон који се састојао од четири британских, једног холандског и три француских бојних бродова послати су у луку Хјого у новембру 1865. Након неколико преговора и инцизија цар је напослетку морао да прихвати све услове и званично ослови шогуна као главно тело у преговорима са странцима.
Ови сукоби довели су до спознаје да директан конфликт са западњацима не би било паметно решење за Јапан. Какоје бакуфу наставио свој пут ка модернизацији, западни даимјои (првенствено Чошу и Сацума) почели су такође да сарађују са странцима и да убрзано модернизују државу како би изградили јачи Јапан који би могао да се супростави страним захтевима и војним интервенцијама.

### Други поход на Чошу
У јуну 1866, шогунат је повео другу казнену експедицију према округу Чошу али је овог пута битку изгубио од боље опремљене и обучене војске. Нови шогун Токугава Јошинобу успео је да уговори прекид ватре под изговором смрти претходног шогуна али се не везано за то осети велики јаз између две сукобљене стране што је мотивисало бакуфу да се још брже осавремени ако жели да задржи своју власт над државом. 

### Обнова и модернизација
Током последњих година бакуфу (бакумацу) периода, Токугава власт је покушавала на све начине да одржи своју доминацију у земљи али је њена умешаност са страним силама утицала на репутацију и анти-токугава расположење у земљи иако су са странцима касније и побуњене области сарађивале.
Као један од покушаја јачања своје војске и морнарице, шогунат шаље студенте на запад како би учили из страних књига и искустава и то знање донели назад. Један од тих студената био је и адмирал Еномото Такеаки који је касније постао први и једини председник Езо републике. У Јапан су донети разни страни стручњаци попут француског инжињера Леонса Вернија који је унајмљен да изгради арсенал за Јокосуку и Нагасаки али и разни пешадијски официри који су створили западно оријентисане јединице попут Деншутаи ја. До краја владавине Токугава шогуната 1868. године, јапанска морнарица ће захваљујући шогуну поседовати осам западних парних бродова а неки од њих користиће се у Бошин рату под вођством адмирала Еномота. Као показатељ добре међудржавне сарадње Француска је више пута слала своје официре као подршку јапанској војсци а Јапан заузврат шаље своју делегацију за учешће у Светсвој изложби 1867. године у Паризу.
Токугава Јошинобу (познат и као Кеики) након изненадне смрти Токугаве Ијемочија постаје глава Токугава породице и владалац Јапана средином 1866. године. Врло брзо, почетком 1867. и цар Комеи умире и наслеђује га његов син, Муцухито, као цар Меиџи. Јошинобу је узалудно покушао да реорганизује политику и владу под царем а да уједно задржи титулу шогуна успостављајући систем „кобу гатаи“. Имајучи у виду снаге даимјоа Сацуме и Чошуа и остали даимјои, попут Тосе су затражили мирно предавање власти цару са могућношћу задржавања утицаја Токугаве у будућој власти што је временом Јошинобу прихватио али се због разних политичких сплетки и разлика мирна предаја ипак завршила ратом.

### Бошин рат
Иако је Јошинобу покушао да избегне конфликт, снаге сад бивших побуњеника су почели да изазивају невоље на улицама негодујући због оставка Токугаве у власти. Снаге Сацуме и Чошуа су се преместили у Кјото вршећи притисак да се донесе званичан едикт са свргавања шогуната што је касније и издато крајем 1867. да би у јануару 1867. била објављена званична обнова државе и политике. Јошинобу у почетку прихвата и повлачи се за Осаку дајући оставку на место шогуна али плашећи се да би као такав опет могао да има утицај на цара настаје војни сукоб који започиње борбом на Тоба-Фушими. Изгубивши ову битку која ширењем царског банера који унапређује побуњене округе у званичну царску воску, док снаге шогуната деградира у побуњенике, Јошинобу се повлачи из Осаке за Едо чиме се завршава владавина Токугава шогуната која је на челу ове Јапана била више од 220 година.
По завршетку Бошин рата (1868.–1869) бакуфу владавина је укинута а Јошинобу је деградиран на чин обичног даимјоа, позиција која ускоро престаје да постоји. Отпор је трајао све до 1868. у граду Хакодатеу на самом северу Јапана где се адмирал Еномото Такеаки стационирао са преосталим снагама стварајући засебну републику Езо на данашњем острву Хокаидо. Ова република ила јек ратког века па је убрзо припојена Јапану након Битке за Хакодате која је традала месец дана и завршила се у мају 1869. као последњи неуспели отпор снага бившег шогуната.

### Утицајне фигуре периода
- Омура Масуџиро
- Сакамото Рјома
- Кондо Исами
- Хиџиката Тошизо
- Такасуги Шинсаку
- Мацудаира Катамори
- Саиго Такамори
- Токугава Јошинобу
- Јошида Шоин
- Кацура Когоро
- Ии Наосуке
- Метју Пери (адмирал)